# 葉欣眉
葉欣眉（1990年3月12日—），台灣女藝人、主持人、演員，藝名瑪莉亞。2010年因參加台視《鑽石夜總會》出道，而後在衛視中文台節目《歡樂智多星》擔任助理主持並活躍於各節目至今。自2018年起，連續三年入圍電視金鐘獎「益智及實境節目主持人獎」。

## 演藝生涯
2010年，葉欣眉參加「叫賣高手」比賽，被該節目的工作人員相中，參加台視《鑽石夜總會》叫賣單元獲得連四勝，而後在衛視中文台《歡樂智多星》擔任助理主持人，
2017年，葉欣眉參與錄製《小明星大跟班》時，與其他來賓臨時決定組成台灣女子音樂舞蹈團體「守規矩小姐」（miss goody goody），由茵茵領軍，成員包括小優、小甜甜、安苡愛、解婕翎共六人。
2019年，與Janet一起主持公視的兒少益智節目《旺來西瓜仙拚仙》

## 師徒關係
師父：
- 胡瓜：身為師父的主持人共同合作[2]。出道後，她一直跟隨胡瓜，亦曾參演許多綜藝節目，以其幽默詼諧的表演風格獲知名度[3]。

## 主持
- 2011年 衛視中文台《歡樂智多星》
- 2019年 公視台語台《旺來西瓜仙拚仙》
- 2023年 年代MUCH台《百變智多星》

## 比賽
- 2012年 央視與中天合辦《海峽兩岸知識大賽》亞軍
- 2013年 超視益智節目《金頭腦》電視人員單元 冠軍

## 戲劇
- 2013年《愛的生存之道》飾 辦公室同事
- 2017年《原來一家人》飾 讀者
- 2019年《必勝大丈夫》飾 趙菲

## 單曲
- 2017年 守規矩小姐《棒棒》

## 獎項紀錄

### 電視金鐘獎
| 年份   | 頒獎典禮     | 獎項                   | 節目       | 結果 |
| 2018年 | 第53屆金鐘獎 | 益智及實境節目主持人獎 | 歡樂智多星 | 提名 |
| 2019年 | 第54屆金鐘獎 | 益智及實境節目主持人獎 | 歡樂智多星 | 提名 |
| 2020年 | 第55屆金鐘獎 | 益智及實境節目主持人獎 | 歡樂智多星 | 提名 |

## 外部連結
- 葉欣眉的Instagram帳戶
- 葉欣眉-歡樂瑪莉亞的新浪微博